# Chaleo Yoovidhya
Chaleo Yoovidhya (Phichit, 17 de agosto de 1923 – 17 de março de 2012) foi um investidor e empresário tailandês de origem chinesa. Foi o criador do Krating Daeng e cocriador do Red Bull, marcas de bebidas energéticas. No momento da sua morte em 2012, ele foi listado como a terceira pessoa mais rica da Tailândia, com um patrimônio estimado de 5 bilhões de dólares.